# دفتر مطبوعاتی آزادی جانوران

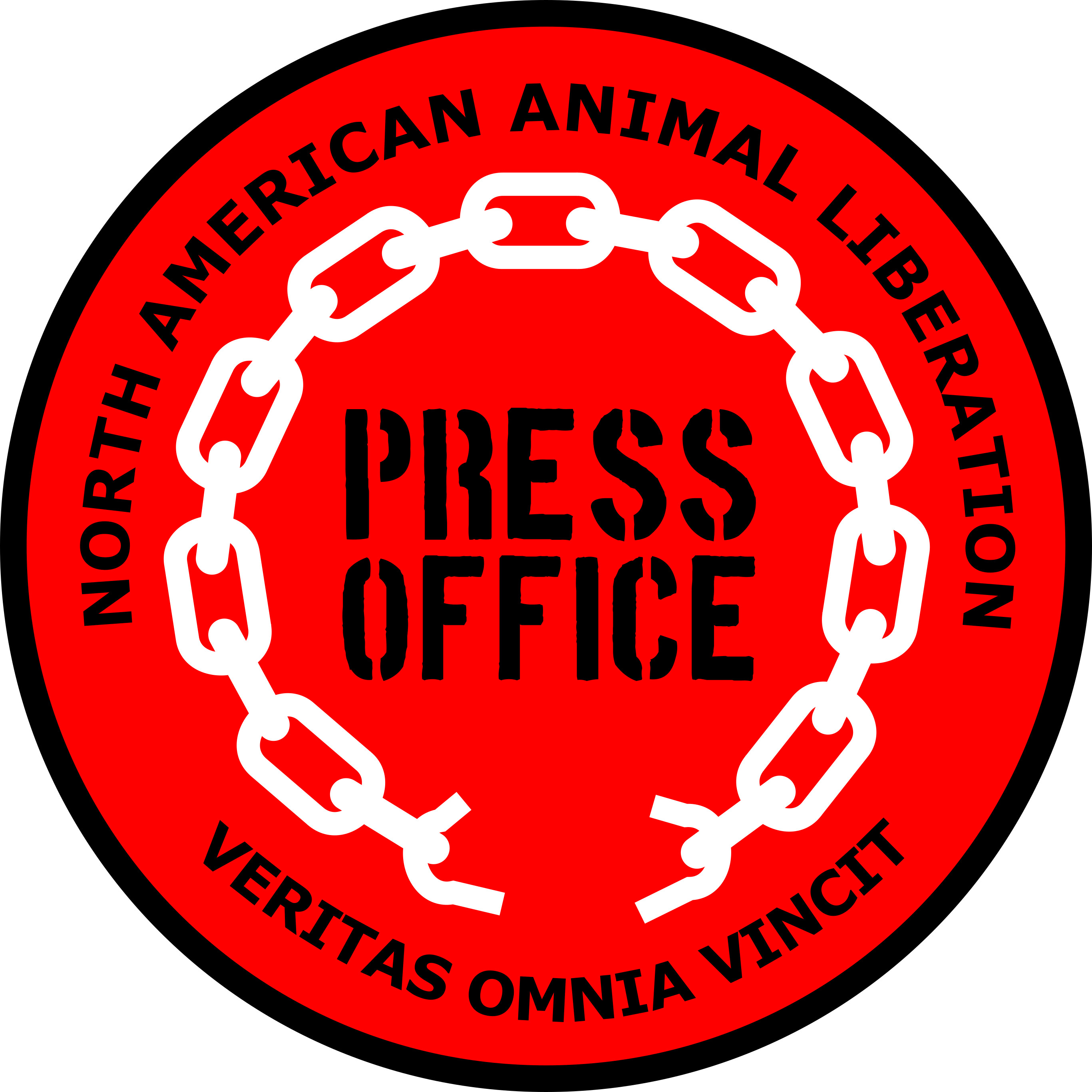
آرم دفتر مطبوعاتی آزادی جانوران آمریکای شمالی.

دفترهای مطبوعاتی آزادی جانوران (به انگلیسی: Animal Liberation Press Offices)، بیانیه‌ها، عکس‌ها و ویدئوهای ناشناسی را دربارهٔ اقدامات عملی مستقیمی که توسط جبهه آزادی‌بخش جانوران (ALF)، شبه‌نظامیان حقوق جانوران (ARM)، سلول‌های انقلابی - تیپ آزادی‌بخش جانوران، وزارت دادگستری و دیگر مقاومت‌های بدون رهبر انجام شده‌است، در درون جنبش آزادی جانوران به رسانه‌ها منتقل می‌کنند. این سازمان اظهار می‌کند که «توضیح می‌دهد و به دنبال توجیه هر اقدامی، هر چه که باشد»، تا زمانی که به نظر می‌رسد «با نیت صادقانه برای پیشبرد آزادی جانوران» انجام شده باشد. دفتر مطبوعاتی آمریکای شمالی همچنین شامل یک خبرنامه، فهرست زندانیان و صفحه کالاها است.